# Драхенлох
Драхенлох је пећина и археолошки локалитет који се налази у Швајцарској, на надморској висини већој од 2000 метара. Налазиште је откривено 7. јула 1917. године. Ископавања су вршена између 1917 и 1923. године. Истраживањем је руководио археолог Емил Бехлер.
Током Мустеријена пећину су насељавали неандерталци. У пећини су нађени остаци ватришта и две камене конструкције. Откривени су остаци нагорелих костију пећинског медведа и седам лобања медведа окренутих ка улазу у пећину. У нишама пећине такође су се налазиле лобање заштићене каменом. Ово указује на постојање култа медведа.